# 二戈街道
二戈街道是中华人民共和国贵州省貴陽市南明区下辖的一个街道办事处。
2012年8月14日，贵阳市人民政府通知决定撤销49个街道办事处，设立90个社区服务中心。
2020年1月10日，贵阳市人民政府通知决定撤销社区服务中心，恢复设立街道办事处（2012年前称二戈寨街道）。

## 行政区划
二戈街道下辖以下村级行政区划单位：
舒家寨社区、白马井巷社区、回龙路社区、泰安巷社区、富源南路社区、松花巷社区、翠云巷社区、柳井巷社区、八公里社区。